# IC 4665
IC 4665 est un amas ouvert dans la constellation d'Ophiuchus. Il est également identifié sous les désignations de Collinder 349 ou Melotte 179.
L'amas est situé à une distance d’environ 346 parsec  du système solaire et son age est estimée à 43 millions d'années .

## Description
Il est peu peuplé et assez concentré.
Amas ouvert brillant et facilement visible par les plus petits télescopes et même avec des jumelles, il se distingue à l'œil nu depuis un lieu suffisamment obscur.
Seules une vingtaine d'étoiles sont visibles dans cet amas qui se trouve dans le nord de la constellation.
Dans le même secteur se trouve la galaxie spirale de type Sb, NGC 6384 de magnitude 10,6.

## Découverte et classification
Il a été découvert par Philippe Loys de Chéseaux en 1745. C'est l'un des amas les plus brillants qui n'a été catalogué ni par  Charles Messier ni par William Herschel, probablement parce qu'il est assez éparpillé.

## Source
- (en) Cet article est partiellement ou en totalité issu de l’article de Wikipédia en anglais intitulé « IC 4665 » (voir la liste des auteurs).